# Polytrichadelphus pseudopolytrichum
Polytrichadelphus pseudopolytrichum är en bladmossart som beskrevs av G. L. Smith 1976 [1977. Polytrichadelphus pseudopolytrichum ingår i släktet Polytrichadelphus och familjen Polytrichaceae. Inga underarter finns listade i Catalogue of Life.